# Rosa de Turaida

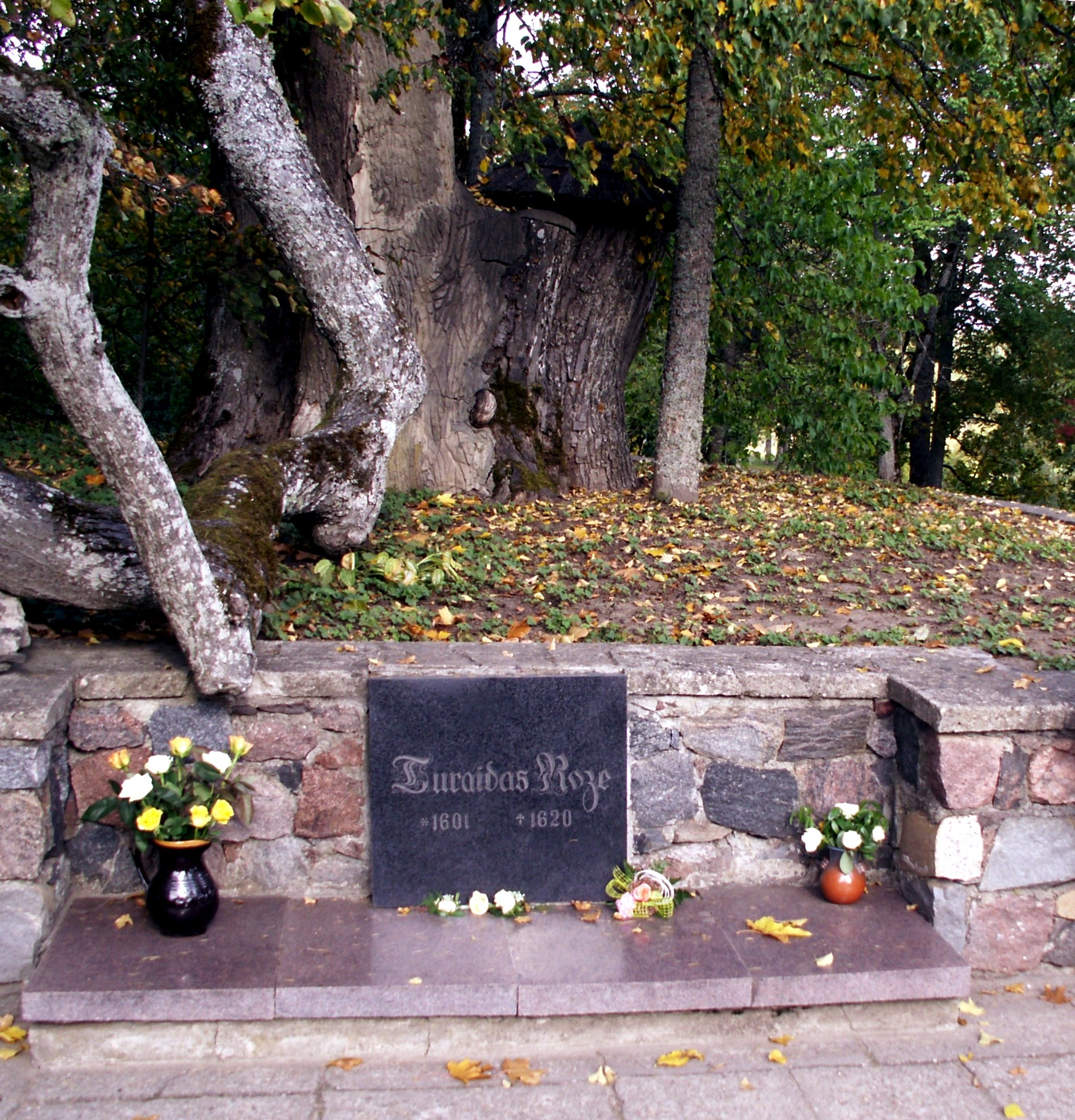
La tumba de Maija.

Maija (1601–1620), conocida como Rosa de Turaida (a veces Rosa de Sigulda) es una legendaria historia letona sobre una chica que prefirió morir que perder su honor. Su tumba en el Castillo de Turaida, en Letonia, es muy visitada.

## Historia
Después de una batalla a los pies del castillo de Turaida en 1601, el escribano del castillo, mientras buscaba supervivientes, encontró a una bebé en los brazos de su madre muerta. Llamó a la niña Maija y la crio como propia. Creció muy hermosa y por eso se le conoció como la "Rosa de Turaida". Se enamoró de Viktor, el jardinero del castillo de Sigulda (frente a Turaida sobre el río Gauja) y en el otoño de 1620 se prepararon para casarse. Poco antes de la boda, Maija recibió una carta de Viktor pidiéndole que se reuniera con él en la Cueva de Gutmanis, su lugar de reunión habitual. Fue a la cueva con Lenta, la joven hija de su padre adoptivo. Cuando llegó, sin embargo, no fue con Viktor con quien se encontró, sino con un noble (o soldado) polaco llamado Adam Jakubowski que la esperaba con la intención de obligarla a ser su esposa. Maija prometió darle su pañuelo mágico, que tenía el poder de hacer que el usuario fuera inmune a las lesiones (en algunas versiones, el pañuelo es imposible de cortar), si él la dejaba ir, y lo convenció de probar su poder en ella. La golpeó con un hacha y ella murió, habiendo salvado así su honor.
Por la tarde, Viktor llegó a la cueva, encontró el cuerpo de su prometida y fue acusado del asesinato. Pero en la corte apareció un testigo llamado Peteris Skudritis, quien declaró que Jakubowski le había encargado que entregara la carta fatal. Lenta confirmó los acontecimientos. Viktor enterró a su prometida cerca del castillo, plantó un tilo en la tumba y abandonó el país para siempre. 
Según documentos en los archivos de Sigulda, el soldado fue capturado, juzgado y ahorcado más tarde por su crimen. Desde entonces es costumbre que los recién casados dejen flores en la tumba de Rosa de Turaida con la esperanza de conocer el mismo amor y devoción eternos.